# Філіппо Джорджи
Філіппо Джорджи (італ. Filippo Giorgi; нар. 9 лютого 1959, Сульмона) — італійський фізик і кліматолог, автор 19 розділів та понад 250 рецензованих статей, які він публікував у таких журналах, як Journal of Geophysical Research, Climate Dynamics та багатьох інших.

## Біографія
Джорджи народився в місті Сульмона, Італія. Він отримав ступінь бакалавра наук разом зі ступенем магістра в Університеті Л'Аквіла в 1982 році, а через чотири роки отримав ступінь доктора філософії від Джорджійського технологічного інституту. З лютого по вересень 1982 року працював науковим співробітником у Науковому центрі IBM у Римі, Італія. З січня 1983 р. по серпень 1984 р. працював у своїй альма-матер асистентом. З серпня 1984 р. по червень 1986 р займав аналогічну посаду в Національному центрі досліджень атмосфери в Боулдері, штат Колорадо. Пізніше став там докторантом. З жовтня 1987 року став там першим вченим, а до липня 1991 року став другим, посаду яку він тримав протягом трьох років.
Він став головним учителем в результаті просування по службі в Національному центрі досліджень атмосфери, в якому він працював з вересня 1992 по 1997 рік. Між цими роками він був запрошеним професором в Об'єднаному дослідницькому центрі в Іспра протягом цілого року в 1993 році, а з липня 1994 року по квітень 1998 року знову працював у своїй альма-матер, на цей раз третім вченим. З цього року він працював старшим науковцем у Міжнародному центрі теоретичної фізики Абдуса Саламса у Трієсті. З травня 1998 р. по серпень 2005 р. працював там керівником Групи фізики погоди та клімату, а з квітня 2002 р. по вересень 2008 р. був заступником Голови Міжурядової комісії з питань зміни клімату (МГЕЗК), організації, яка була спів-лауреатом Нобелівської премії миру 2007 року. З вересня 2005 року він є керівником Секції фізики систем Землі Міжнародного центру теоретичної фізики.

## Нагороди
У 1982 році він став науковим співробітником IBM, а через десять років був номінований на премію за видатні публікації від Національного центру досліджень атмосфери. У 2004 році він був внесений до списку Інституту наукової інформації як найбільш цитований дослідник, а в 2008 році він був нагороджений премією імені Данте Аліг'єрі від Товариства Данте Аліг'єрі, а того ж року став лауреатом золотої медалі за громадянські заслуги з провінції Л 'Аквіла.
У 2018 році він отримав медаль Олександра фон Гумбольдта від Європейського союзу геологічних наук за видатні дослідження моделювання регіональних змін клімату.